# Gutenberg-Richterjev zakon
Gutenberg-Richterjev zakon v seizmologiji izraža odvisnost med magnitudo in številom potresov v danem zemljepisnem kraju in v danem časovnem obdobju vsaj dane magnitude. 
{\displaystyle \!\,{\log N}=A-bM}
oziroma
{\displaystyle \!\,N=10^{A-bM}}
kjer je {\displaystyle N} število od magnitude {\displaystyle M} manjših potresov; {\displaystyle a} in {\displaystyle b} pa sta konstanti, ki sta enaki za vse vrednosti {\displaystyle N} in {\displaystyle M}. Zakon sta odkrila seizmologa Charles Francis Richter in Beno Gutenberg. Zaradi logaritemske magnitude je ta zakon primer Paretove porazdelitve. Gutenberg-Richterjev zakon se uporablja tudi za analizo zvočnega onesnaženja zaradi podobnosti zvočnega onesnaženja s seizmogenezo.
Vrednost konstante {\displaystyle a} je določena s številom potresov v danem kraju in v danem časovnem obdobju, vrednost kostante {\displaystyle b} pa z relativno pogostostjo potresov glede na magnitudo. Medtem ko se vrednost konstante {\displaystyle a} močno spreminja v odvisnosti od upoštevanega zemljepisnega območja, je konstanta {\displaystyle b} presenetljivo stabilna s približno vrednostjo 1, kar pomeni, da imamo v povprečju en potres magnitude 4,0 na vsakih 10 potresov magnitude 3,0 in na vsakih 100 potresov magnitude 2,0 ne glede na čas in kraj opazovanja potresov.